# Die Drei Pintos
Die Drei Pintos (tiếng Việt: Ba ngựa vá) là vở opera hài của nhà soạn nhạc nổi tiếng người Đức Carl Maria von Weber. Tác phẩm được viết nhạc dựa trên lời của Theodor Hell. Vở opera bị dang dở do cái chết trẻ (ở tuổi 39) của Weber. Người vợ góa của ông đã đưa tác phẩm này tới tay một nhà soạn nhạc khác là Giacomo Meyerbeer để ông này có thể hoàn thiện nó. Tuy nhiên, phải đến 65 năm sau sự ra đi của Weber, Gustav Mahler, một nhà soạn nhạc cuối thời kỳ âm nhạc Lãng mạn, mới có thể hoàn thiện tác phẩm và trình diễn nó lần đầu tiên tại Leipzig vào ngày 20 tháng 1 năm 1888.